# Lindley (Vrijstaat)
Lindley is een dorp in de provincie Vrijstaat in Zuid-Afrika. Het dorp behoort tot de gemeente Nketoana.

## Geschiedenis

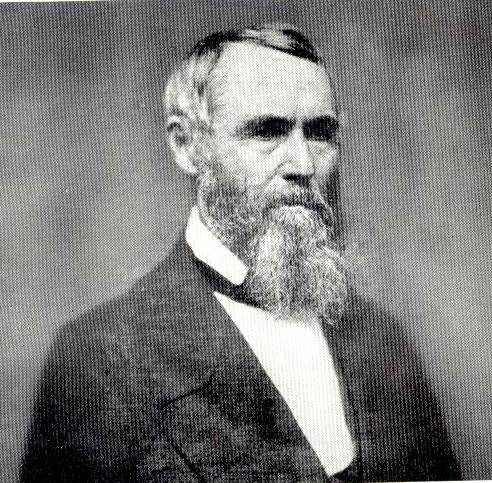
Daniel Lindley

De plaats werd gesticht in 1875 op de plaas Brandhoek en verkreeg in 1878 de status van dorp. Het dorp is vernoemd naar de Amerikaanse presbyteriaanse zendeling, Daniel Lindley (1801-1880). Daniel Lindley stichtte in 1839 een school voor kinderen van de Voortrekkers en werd later ook predikant van de Voortrekkers. Vijf straten in het dorp zijn naar de oprichters van het dorp vernoemd: Rautenbach, Van den Heever, Sarel Cilliers, Hattingh en De Wet. 
In 1885 hebben de eigenaars het beheer van het dorp overgedragen aan de Nederduitse Gereformeerde Kerk. Zes jaar later heeft de NG kerk het beheer van het dorp aan een gemeente overgedragen.

### Tweede Boerenoorlog
Tijdens de Tweede Vrijheidsoorlog hebben in de omgeving van Lindley verschillende veldslagen plaatsgevonden. Op 2 februari 1902 werd het dorp door het Britse leger verwoest. Na de oorlog is het dorp herbouwd.
De voornaamste opbrengsten in de regio zijn maïs, graan, aardappelen en melkproducten.

## Bekende personen geboren in Lindley
- Danie Craven (1910-1993), rugbyspeler.
- Stella Blakemore (1906–1991), schrijfster van Afrikaanse jeugdliteratuur.
- Tienie Holloway (1888–1967), schrijfster van Afrikaanse kinderboeken.